# Herzogsschlösschen

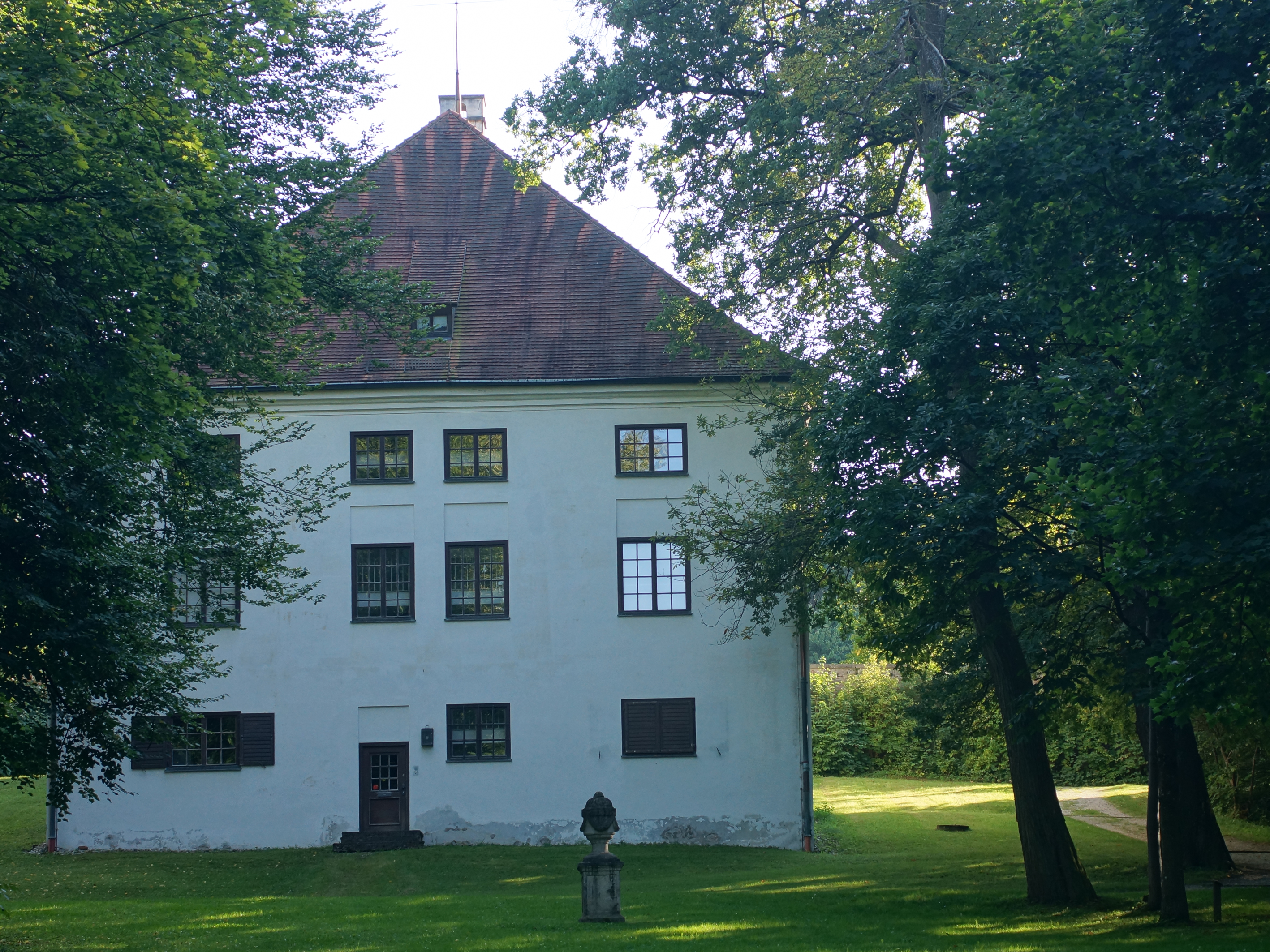
Das Herzogsschlösschen in Landshut

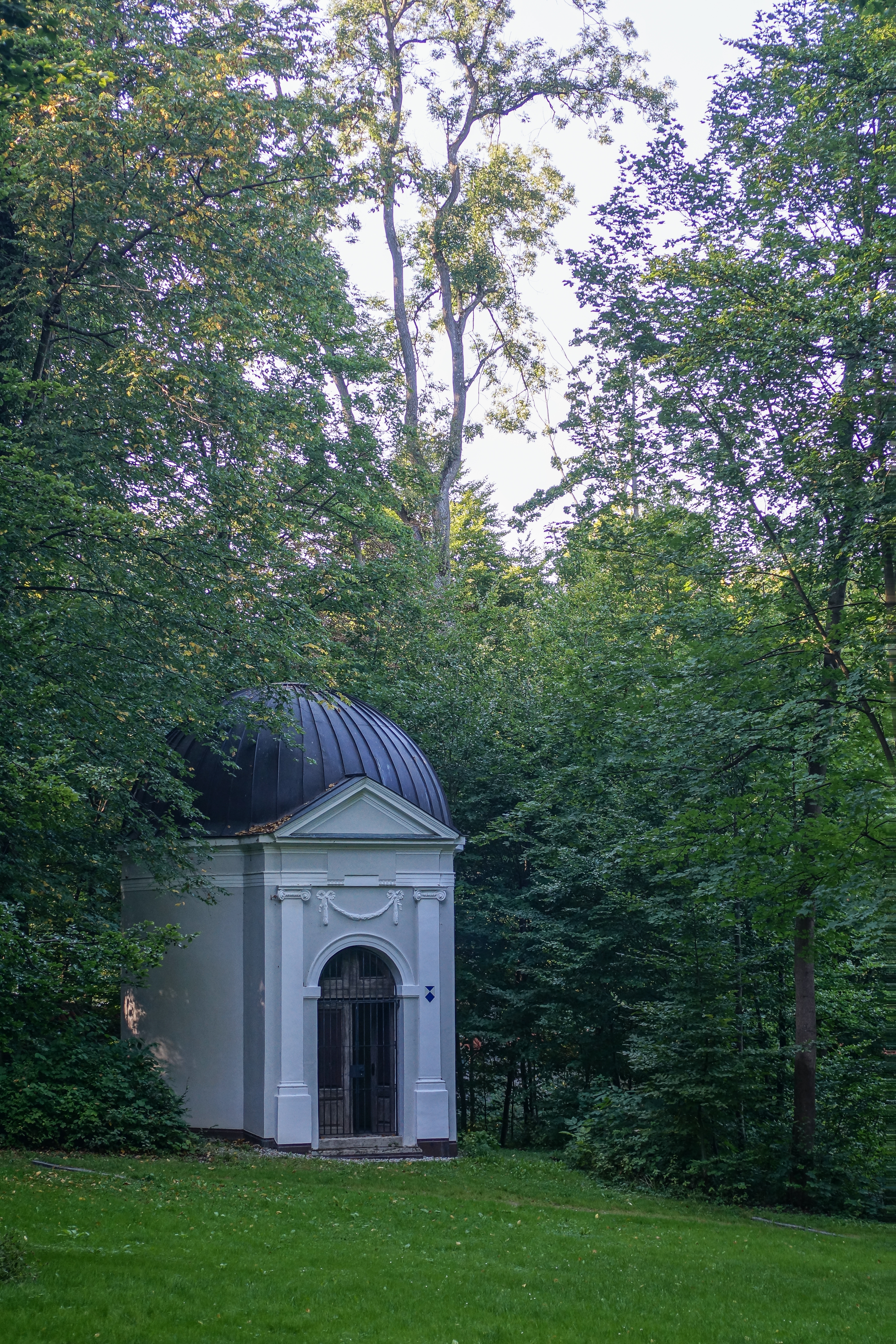
Der Freundschaftstempel im Herzogsgarten

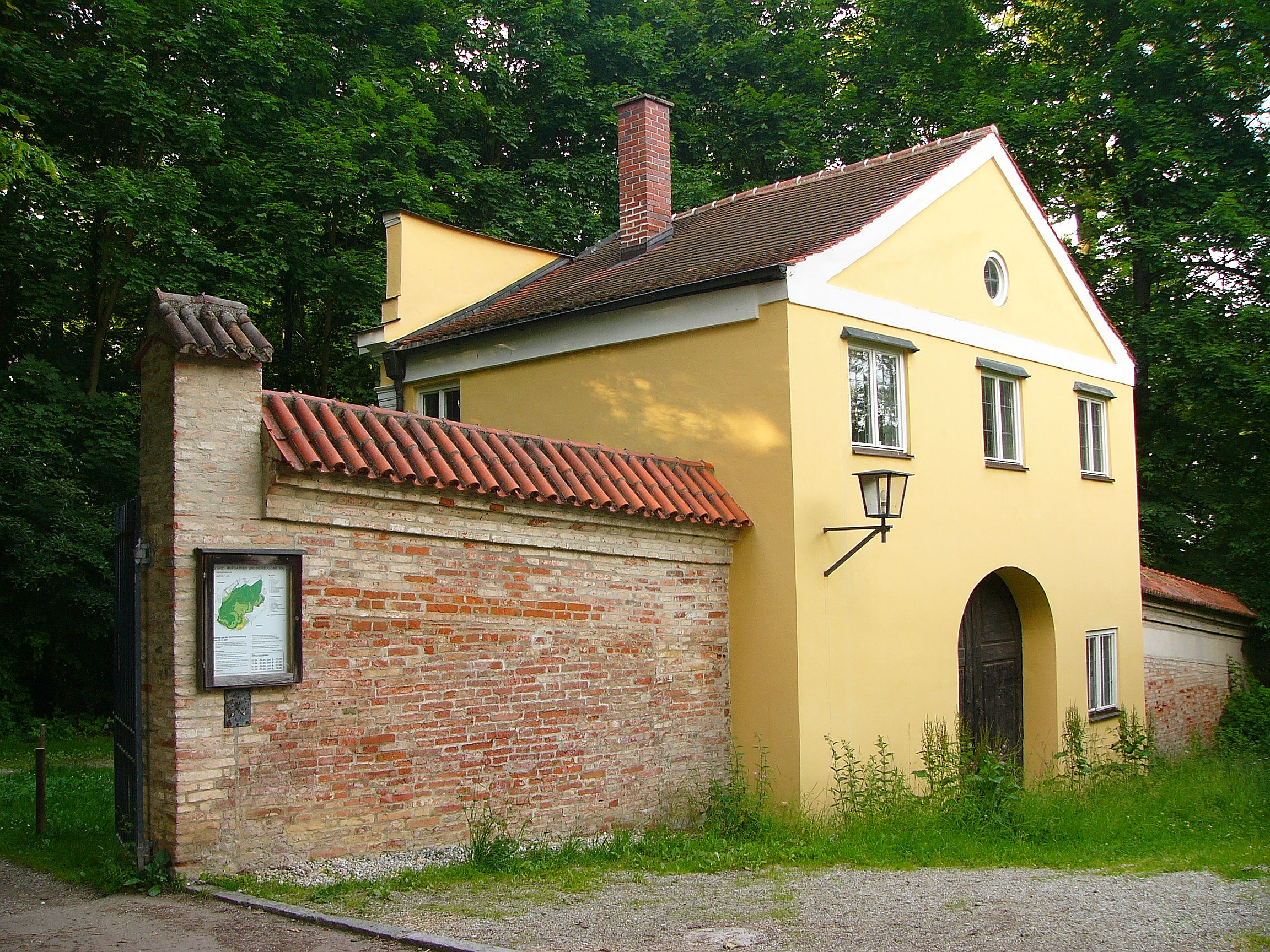
Torbau des Herzogsgartens (Vorderansicht)

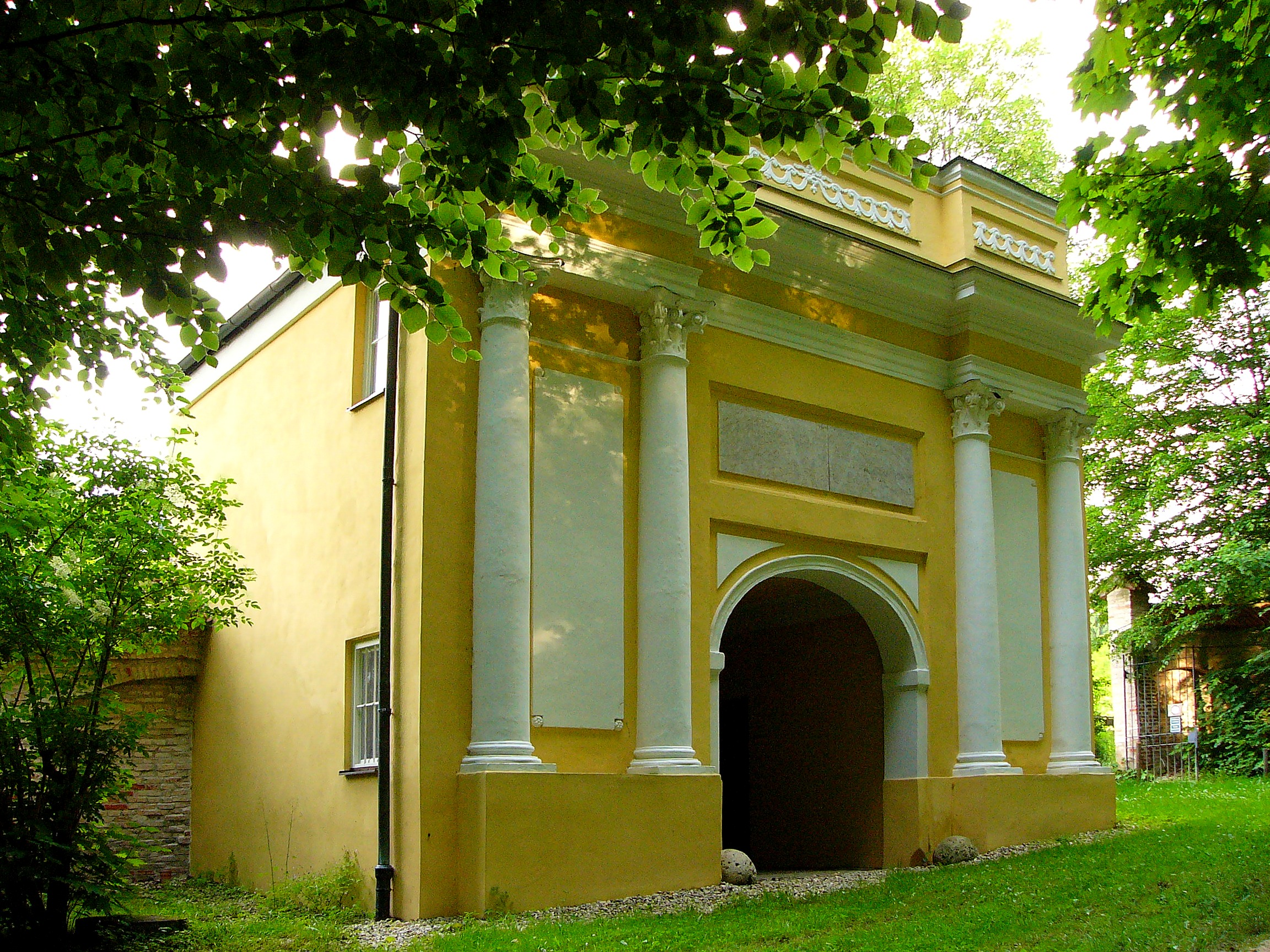
Torbau des Herzogsgartens (Rückansicht)

Das Herzogsschlösschen (auch Herzogschlösschen, Herzogschlössl oder Wilhelmsruhe) ist ein herzoglicher Sommersitz im Landshuter Stadtteil Berg in Niederbayern. Das Schloss befindet sich in der Parkanlage des Herzogsgartens, der sich an den Hofgarten, dem Schlosspark von Burg Trausnitz, anschließt.
Das Herzogsschlösschen und seine Parkanlage sind als Baudenkmal mit der Nummer D-2-61-000-564 vom Bayerischen Landesamt für Denkmalpflege erfasst. Der Torbau der Umfassungsmauer erhielt die Nummer D-2-61-000-223. Die untertägigen frühneuzeitlichen Befunde im Bereich des Areals wurden als Bodendenkmal mit der Nummer D-2-7438-0398 in die Denkmalliste aufgenommen und sind Teil der Baudenkmäler in Landshut-Berg.

## Geschichte
Ende des 16. Jahrhunderts ließ Herzog Wilhelm V. auf dem Areal den sogenannten „Königlgarten“ errichten, dessen Mauer noch heute den Herzogsgarten umgibt.
200 Jahre später gab Wilhelm von Birkenfeld-Gelnhausen, der letzte Herzog, der von 1780 bis 1800 in Landshut residierte, dem Landschaftsgärtner Friedrich Ludwig von Sckell den Auftrag, den Garten in einen Park umzugestalten. Von Sckells jüngerer Bruder Matthias, der spätere königlich-bayerische Hofgärtner, erbaute die Anlage.
Im Zuge der Umgestaltung des Herzogsgartens wurde im Jahr 1782 das Herzogschlösschen als Sommersitz für Herzog Wilhelm vom Stadtbaumeister Thaddäus Leitner im klassizistischen Stil erbaut. Zeitgleich entstand im östlichen Bereich der alten Mauer ein Torbogen als Einfahrt und der Freundschaftstempel.

## Beschreibung
Das klassizistische Herzogsschlösschen ist ein erdgeschossiger Walmdachbau mit Mezzaningeschoss. Vor dem Gebäude steht ein Denkmal aus Sandstein für Friedrich Ludwig und Matthias Sckell von 1784, das sich ursprünglich unterhalb des Sommersitzes befand. Da Herzog Wilhelm von der Arbeit der Brüder sehr angetan war, ließ er beiden als Anerkennung dieses Denkmal errichten. Es besteht aus einer großen, girlandengeschmückten Urne, die auf einem Sockel mit lateinischer Inschrift steht. Die deutsche Übersetzung der Widmung lautet:

„Dem hingebungsvollen Nacheiferer der segenspendenden Mutter Natur, dem Planer in diesem Bereich hier, Friedrich Ludwig Sckell, dem ersten Schöpfer von derartigem in Bayern und in der Pfalz geweiht – und seinem Bruder Matthäus Sckell, der dies alles verwirklichte, im Jahre 1784.“

Der Torbogen an der Umfassungsmauer wurde im Stil eines antiken Triumphbogens in einen zweigeschossigen Torbau mit Satteldach und verblendeter Rückfassade in die Mauer aus dem 16. Jahrhundert eingebaut, die noch in Teilen vorhanden war. An diesem Eingangsportal ließ Herzog Wilhelm Marmortafeln anbringen, die seinen beiden Kindern gewidmet sind, die in Landshut geboren wurden. Der in der Nähe errichtete, runde Freundschaftstempel wurde ebenfalls im Stil des Klassizismus ausgeführt. Heute befindet sich im Herzogsschlösschen das Depot der Museen der Stadt Landshut.

## Herzogsgarten
Der Herzogsgarten ist der Schlosspark des Herzogsschlösschens und grenzt im Nordosten an den Hofgarten an. Der mauerumschlossene Landschaftsgarten hat eine Größe von 2,5 Hektar.

### Königlgarten
Herzog Wilhelm V. ließ Ende des 16. Jahrhunderts eine Mauer um den Königlgarten errichten. Hier wurden 150 Jahre lang Kaninchen („Königl“ oder „Kinigl“) gehalten, die zum Jagdvergnügen und für die Münchner Hofküche dienten. 1754 wurde im Königlgarten eine Baumschule für Maulbeerbäume eingerichtet. Der Münchner Hofküchengärtner Antoni Gugler ließ Terrassen mit symmetrischen Beeten anlegen. Mit runden Bassins in der Mittelachse wurde Wasser in den Garten geleitet.

### Lust- und Irrgarten
Einen weiteren Park ließ Herzog Wilhelm V. 1578 für seine Ehefrau Renata von Lothringen als Lust- und Irrgarten anlegen, der ebenfalls in der Literatur als Herzogsgarten und Vorläufer der heutigen Anlage bezeichnet wird. Dieser Garten lag aber nicht auf dem Hofberg, sondern vor der Befestigung, im Nordosten der Stadt und ist noch heute anhand der Straßenführung im Stadtgrundriss erkennbar. Für diese Anlage waren der Baumeister Georg Stern der Jüngere und der Gärtnermeister Mathurin Morin verantwortlich. Die Arbeiten begannen ab 1574. Als der Garten fast fertiggestellt war, wurde 1579 die Hofhaltung in Landshut aufgelöst und das herzogliche Paar zog nach München. Schließlich wurde die Anlage verkauft und im Dreißigjährigen Krieg zerstört. Der Garten wurde dann nach dem Tod der hochverschuldeten Besitzer von den Herzögen zurückerworben. Nachdem Versuche scheiterten, auf dem Areal Hopfen und Maulbeerbäume anzubauen, wurde der Garten 1799 aufgelassen und an verschiedene Bürger verkauft. 
Die Anlage wurde nicht, wie in dieser Zeit üblich, als Renaissancegarten im italienischen Stil angelegt, sondern als französischer Garten und war somit das früheste Beispiel östlich des Rheins. Die langgestreckte Anlage mit Zier- und Nutzpflanzen war in mehrere Bereiche untergliedert. Sie beinhaltete ein Gartenhaus mit einem Saal, von dem eine Mittelachse das Areal erschloss. Im oberen Bereich existierten ein Schalenbrunnen und Knotenbeete. Im mittleren Gartenteil war der Irrgarten mit einem zentralen Pavillon, im unteren Teil sollte eine Grotte errichtet werden.

### Heutiger Garten
Den heutigen Garten ließ Herzog Wilhelm von Birkenfeld-Gelnhausen durch Friedrich Ludwig und Matthias Sckell als klassizistischen Park gestalten. Damit war der Landschaftsgarten der erste Englische Park in Bayern. Die Anlage beinhaltete auch einen Gemüsegarten und eine Menagerie für Federvieh. Nachdem Herzog Wilhelm im Jahr 1800 Landshut verlassen hatte, wurde 1807 der Herzogsgarten an die Universität Landshut verkauft. Mit deren Nutzung gingen wesentliche Gestaltungselemente verloren. Man entfernte insbesondere einen Teich mit Bachlauf, eine Knüppelbrücke, verschiedene Wege und exotische Bäume. 1836 gelangte die Anlage zusammen mit dem Hofgarten in den Besitz der Stadt Landshut und wurde dann zu einem öffentlichen Park. Teile des Parks wurden auch als kurfürstliche Baumschule genutzt. Ab 1913 bewahrte der Hofgärtner August Grill die Anlage vor dem endgültigen Verfall. Noch bis 1945 wurden die Gehölzbestände forstwirtschaftlich genutzt, bis 1963 die Bayerische Verwaltung der staatlichen Schlösser, Gärten und Seen die Bestände regenerieren ließ.
Heute liegt vor dem Herzogschlösschen ein leicht modelliertes Wiesental, woran eine waldartige Gehölzgruppe anschließt, durch die ein Rundweg an der Umfassungsmauer führt. Der Baumbestand umfasst einheimische Arten, wie Spitz- und Berg-Ahorn, Rotbuche, Esche, Stieleiche, Hainbuche sowie wenige Nadelbäume, Zürgelbäume, Edelkastanien und einen Tulpenbaum. Weitere Wiesenstreifen sind in nordwestlicher Richtung beim Freundschaftstempel und am Torhaus. Im Jahr 1999 ließen schwere Stürme einige Bäume auf die Umfassungsmauer stürzen und zerstörten Teile davon. Ab 2002 wurden unter der Leitung des Landshuter Stadtgartenamtes Sanierungsmaßnahmen im Schlosspark vorgenommen.